# Ceràmica de Talavera de la Reina

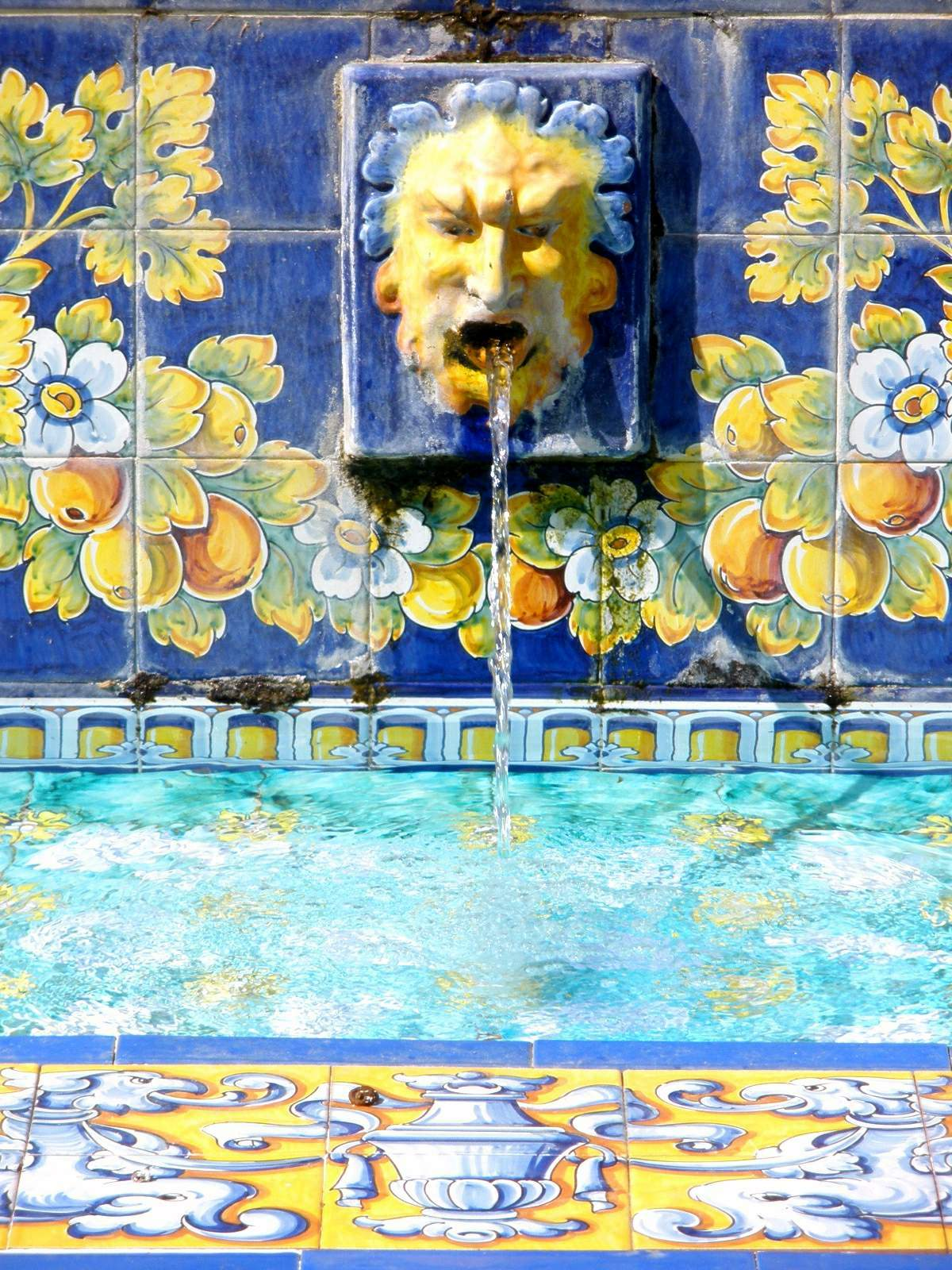
Rajoleria dels Jardins del Prado, a Talavera de la Reina.

La ceràmica de Talavera de Reina és la ceràmica produït a Talavera de la Reina (Espanya) al llarg dels seus cinc segles de reconeguda tradició terrissaire.
D'origen musulmà, la ceràmica de Talavera de la Reina va adquirir pes industrial a partir del segle xvi. Citada per Cervantes, Lope de Vega i Tirso de Molina, la vaixella de Talavera de la Reina pot documentar-se així mateix en bona part de la pintura barroca espanyola. Usada per nobles i humils, el seu monopoli mercantil en pugna constant amb la ceràmica sevillana, es va veure desplaçat a la fi del segle xviii per l'emergent fàbrica de L'Alcora; en aquest moment històric es localitza un dels primers canvis en les seves sèries decoratives originals.
Al segle xix, amb la destrucció de les seves terrisseries i fàbriques pel exèrcit francès entre 1810 i 1812, es va iniciar un llarg període de decadència, que la pèrdua definitiva de les colònies gairebé va portar a la seva desaparició. Un dels artífexs de la recuperació de la ceràmica de Talavera de la Reina espanyola va ser Juan Niveiro amb la fundació de la fàbrica de "El Carmen"; la incorporació d'operaris portats de Manises va suposar un altre important canvi en les seves sèries decoratives. Canvis que reforçarien les sèries tricolors produïdes per una altra terrisseria emergent a mitjan segle XIX: "La Menora".
El 1908, Juan Ruiz de Luna associat al pintor i ceramista Enrique Guijo van posar en marxa la nova fàbrica de la Verge del Prado, recuperant formes i temes de la vella producció de Talavera de la Reina renaixentista i barroca amb un segell de qualitat. Altres terrisseries nascudes al llarg del segle XX i amb un reflex important en la producció de sèries de Talavera de la Reina van ser les de: "Henche", "Montemayor" i "Nova Menora".

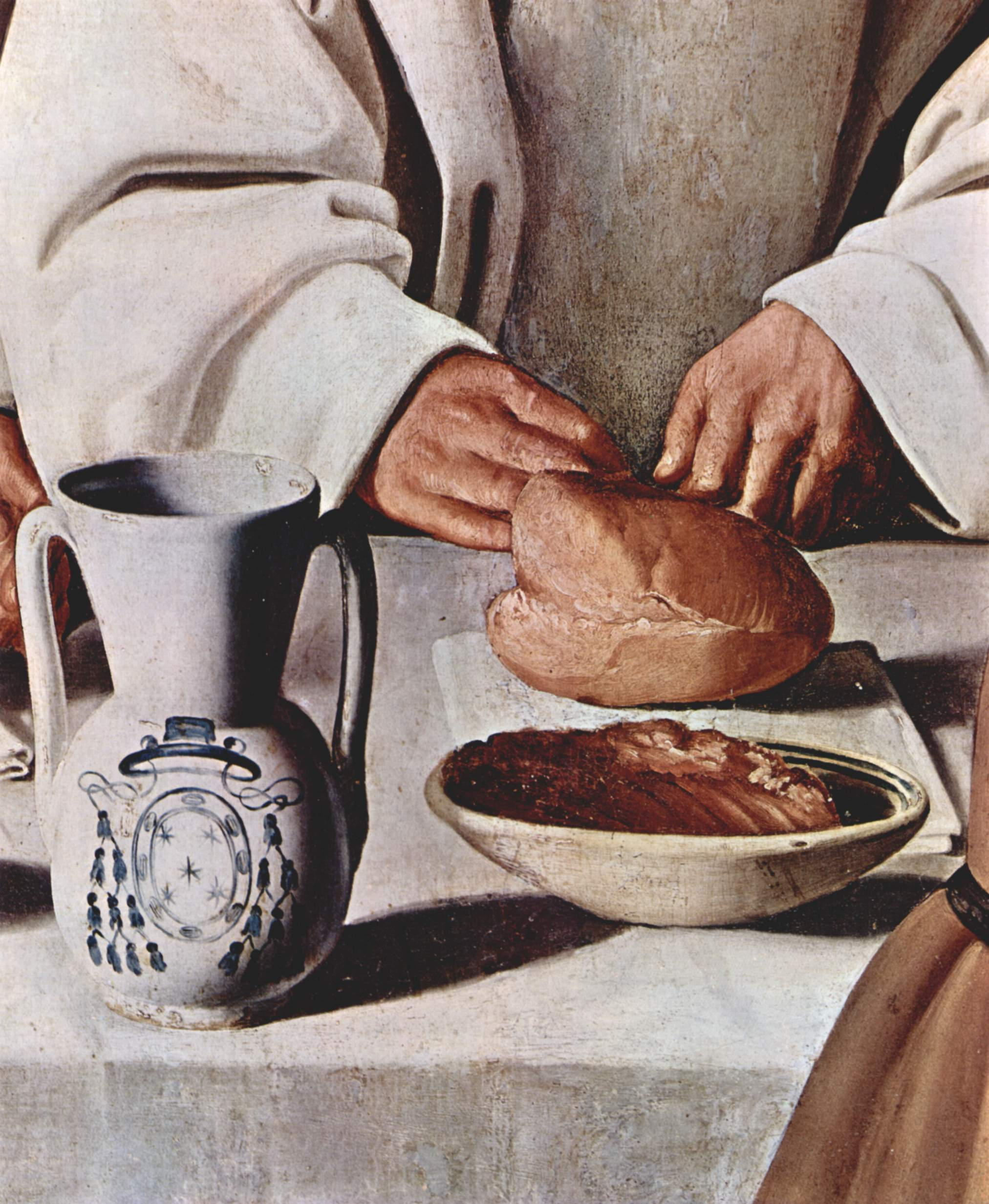
Detall del "jarro frailero" amb l'escut bisbal a San Hugo en el refectorio de los Cartujos, pintura a l'oli de Zurbarán prop 1635, Museu de Belles Arts Sevilla.

## Història
Abundant material arqueològic trobat als entorns de Talavera de la Reina, remunten a l'ocupació romana l'existència de terrisseries i la seva producció ceràmica. Tanmateix el característic disseny, les formes, esmalts i decoració són de tradició musulmana, evolucionant els motius vegetals i animals a altres de figures humanes amb l'assentament dels regnes cristians.
El renaixement va portar fins a Talavera mestres artesans flamencs com Jan Floris, que cap a 1558 va introduir tècniques italianes mentre treballa en la rajoleria per a l'alcàsser dels Àustria de Madrid. Posteriors mestres van introduir les tècniques i mètodes de les vaixelles de Delft als Països Baixos. Aquestes «porcellanes de Talavera» evolucionades, més fines, que havien estat incloses pel rei Felip II d'Espanya en la vaixella del monestir d'El Escorial, no van aconseguir col·locar-se en les corts europees a la mateixa alçada que les referides porcellanes de Delft o les franceses de Sèvres.

### Ocàs de Talavera de la Reina
Al llarg del segle xix, un conjunt de circumstàncies van determinar la gradual decadència industrial de les sèries de Talavera de la Reina: la competència de L'Alcora i la del Buen Retiro, preferides per les classes riques i sobretot l'obertura d'indústries amb tipus d'impressió calcogràfica a Sargadelos, Cartagena i Sevilla. Tres-cents anys d'història i una certa glòria internacional van sucumbir davant d'una injusta i demolidora etiqueta d'«atuell de revetlla», que va néixer a la boca del burgès i que tot aquell que pretengui presumir de «un cert gust» va fer religiosament seva. Les terrisseries de Guijo i Luna, pretenent fugir del perill, s'apliquen en una indústria historicista intentant fer valdre un passat que com a tal record acaba convertint-se en «souvenir». El resultat van ser un grapat de sèries «continuistes» i un intent del que pogués passar com a sèrie nova, però sense allunyar-se de l'esperit tradicional.
Entre les sèries considerades recuperables pels grans tallers, es van fabricar «a imatge i semblança» tota la temàtica de «escenes» i «rams» -tant en blau com policromia-, a més a més del més típic de la sèrie «blava lineal», alguns exemples tardans de la «sèrie heràldica» i d'altres de la «sèrie maragda». I entre les considerades com a innovació, es van produir sèries bàsiques amb decoració només en taronja -copiant un exemple de L'Alcora del segle XVIII-, d'altres sol en «manganès» i versions populars de les sèries de la «pajarita» i les «sanefes».
També es considera innovació d'aquest període decadent la producció de peces, preferentment gerros de vi i plats, amb lemes exclamatius del tipus «Viva Jesús, María y José», «Viva mi dueño», etc. Malgrat els ostentosos lleons que sostenen l'escut que enclou les llegendes, resulten proverbials les faltes d'ortografia, la pobra cal·ligrafia i la baixa qualitat d'esmalts. En aquesta dinàmica popular que es precipita en el populatxer, es produeixen tanmateix objectes amb una bellesa infantil, ingènua i de vegades surrealista.

## Classificació de les sèries

### Sèries blanques
Datades entre les més antigues, juntament amb la de la «palmera», es poden subdividir en cinc grups cronològicament correlatius: «blanca mudèjar», «renaixentista», «dedicada», amb «blava lineal» i «blanca tardana.» La seva vistosa blancor sembla el fruit de dues circumstàncies: 
- L'ús d'argiles palloses com les argiles dels veïns terrissaires de  Calera.
- La riquesa en vernís d' estany de la pasta (frita) amb què es banyaven les peces des de mitjan segle xvi, va augmentar l'opacitat i blancor de l'esmalt.

Encara que Lope, Cervantes o Tirso, parodiant o glossant l'austeritat d'aquestes ceràmiques blanques sòbries i pures, les nomenen «porcellanes de Talavera», no és que fossin fetes a Talavera de la Reina, perquè com elles i a la seva època, es fabricaven també a les terrisseries de la Triana sevillana, a les de Toledo, i dels antics regnes de Granada i Múrcia.

### Antigues sèries blaves originals
González Zamora classifica un grup de sèries precedents o contemporànies de la popular sèrie blanquiblava coneguda com «de les papallones». El seu catàleg, més específic i tècnic, es recolza en els motius que decoren aquestes sèries, separant la de «roleus» -diferenciada per la seva argila vermella de base-, de la de «espirals» -exclusiva de plats amb el revers sense esmaltar-; proposant també com una de les més antigues -en virtut de les troballes arqueològiques- la sèrie «de palmera», de clara estètica mudèjar, amb esmalt blanc-grisenc sobre argiles acolorides de rosa.

### Sèrie de gerros «de Santiago»

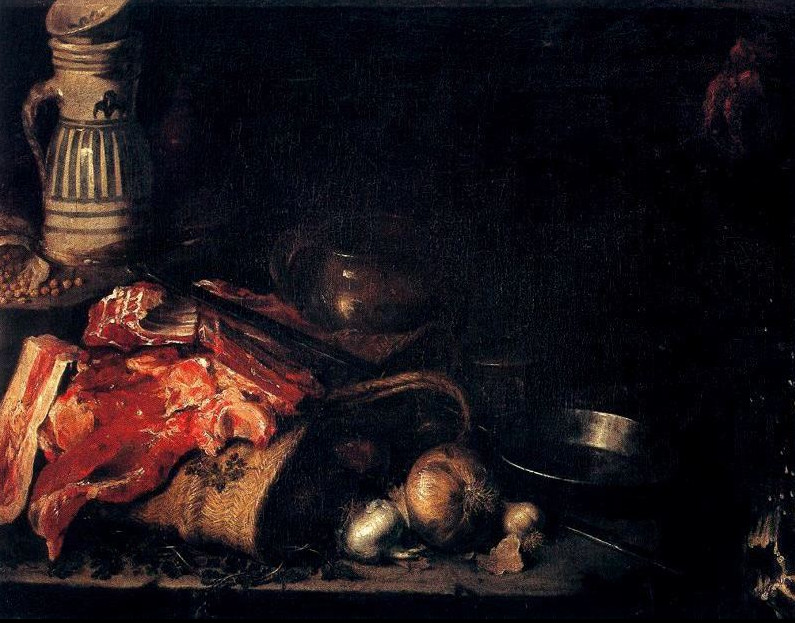
Mateo Cerezo el jove: Naturesa morta amb carn (1664). Al extrem superior esquerre, un gerro «de Santiago».

Sèrie més petita tan antiga com específica, decorada en blau i mostrant a moltes peces la Creu de Santiago. Datats al segle xvi, apareixen a un bodegó de Mateo Cerezo datat el 1664 i conservat en] l'Acadèmia de Sant Carles de Mèxic.

### Sèrie de les «papallones»
Vaixella de caràcter popular, fabricada al llarg dels segles xvi i xvii. Decoració en blau amb motius vegetals molt estilitzats que evoquen les formes de les papallones. Vernís vítric pobre en estany i producció preferent de plats fondos de perfils gruixuts, similars a cassoletes; les papallones alternades amb motius vegetals apareixen al ràfec de les peces, ocupant el centre del plat figures animals en moviment.

### Sèrie dels «retalls»
De clar origen renaixentista italià, encara que portada a la península Ibèrica per artistes flamencs com Jan Floris. Sèrie culta en blau i groc, fabricada a l'últim quart del segle xvi i també nomenada de les dels ferraments, per estar les seves peces decorades amb motius presos de l'artesania del ferro.

### Sèrie «tricolor»
Així nomenada per decorar les seves peces en blau, «manganès» -lila negrós usat per traçar el dibuix- i taronja -aquest color amb una aparença«ratllada», policromia d'origen italià. Continua predominant la temàtica vegetal-animal i apareixen les primeres figures humanes. Cronològicament situada entre finals del segle xvi i l'últim terç del segle xvii.

### Sèries policromes amb escenes i animals
Van començar a popularitzar-se al segle xviii i han arribat fins a l'inici del segle XXI. González Zamora diferencia cinc: policromes realistes, policromes amb fulla menuda, policromes amb trèvols, sèrie maragda i sèrie mixta de policromes i blaves. Suposen un retorn al manierisme barroc tardà i reprodueixen escenes molt diverses, no només les tòpiques, més famoses, de caça o animals aïllats, arbredes, etc. Les escenes, especialment en la sèrie «maragda» apareixen pintades en una gamma de tons verds que, en ser més tard recuperats per les grans terrisseries d'Henche, Ruiz de Luna i Saso, li han donat senyes d'identitat a la ceràmica de Talavera de la Reina.

### Sèries monocromes blaves amb escenes
La transició política d'Àustries a Borbons va impulsar les sèries esmaltades en blau, ampliant la producció xinesa i heràldica a temes barrocs de recarregats paisatges i escenografies. Desgranant possibles grups amb pròpia personalitat, s'han diferenciat: les sèries de blau sobre blau; les sèries realistes; les sèries amb troncs paral·lels; les sèries amb arbusts i les sèries amb motius policroms emmarcats en un àmbit bàsic blau.

### Sèries blaus d'influència xinesa
Produïdes al llarg dels segles xvii i xviii, van rescatar de l'oblit el blau cobalt típic de la primitiva vaixella espanyola de Talavera de la Reina. Sortides tant de les terrisseries de El Puente com dels de Talavera, imiten les porcellanes xineses dels segles xvi i xvii. Decoració blava sobre blanc, que González Zamora classifica en quatre grups: 1. Oriental inicial; 2. De falgueres; 3. Oriental de paisatges abstractes; i 4. Falgueres tardanes. Durant molt de temps, els investigadors les van considerar d'origen holandès. La primera d'assenyalar la possible paternitat portuguesa d'aquestes sèries va ser Natacha Seseña, el 1975, proposant una divisió inicial en dues sèries, la «xinesa» i la de les «orenetes».
Són igualment característics els pots de fàrmacia y gerras decorats amb l'escut de les ordes de les apotecaries dels convents als quals anaven destinats. La resta de les peces repeteix la temàtica vistosa de la «sèrie policroma» pintats exclusivament en blau. Una vegada més, les noves terrisseries de Niveiro i Ruiz de Luna van decorar, a la segona meitat del segle xix i gran part del XX, abundants peces populars amb les línies essencials de la sèrie blava.
Autors més exigents construeixen classificacions més específiques, diferenciant entre les sèries de la gamma blava: el «punteig blau», la «ratllada blava», la d'«escenes blaves» i la de «rams blaus».

### Sèries «alcoreñas de Talavera de la Reina»
Des de 1727, el típic blanc puríssim apareix adornat amb temes originals de la ceràmica de L'Alcora, com el «xaparro», o «la punta de Bérain».

#### Sèrie alcoreña del «xaparro»
Nnomenada així per representar-se enes peces que la componen un arbre que en terrisseria es denomina «xaparro», al costat d'un riu amb un pont. Un disseny original creat a L'Alcora en la segona meitat del segle xviii per un tal "Álvaro" (1749-1798).

#### Sèrie alcoreña de «la punta de Bérain»
Nom que li dona la característica sanefa alcoreña així denominada a les seves terrisseries d'origen, i que apareix al caire de plats i fonts, preferentment. La rèplica de Talavera de la Reina, més gruixuda o més fina, pot acompanyar-se d'altres motius decoratius de L'Alcora.

Galeria
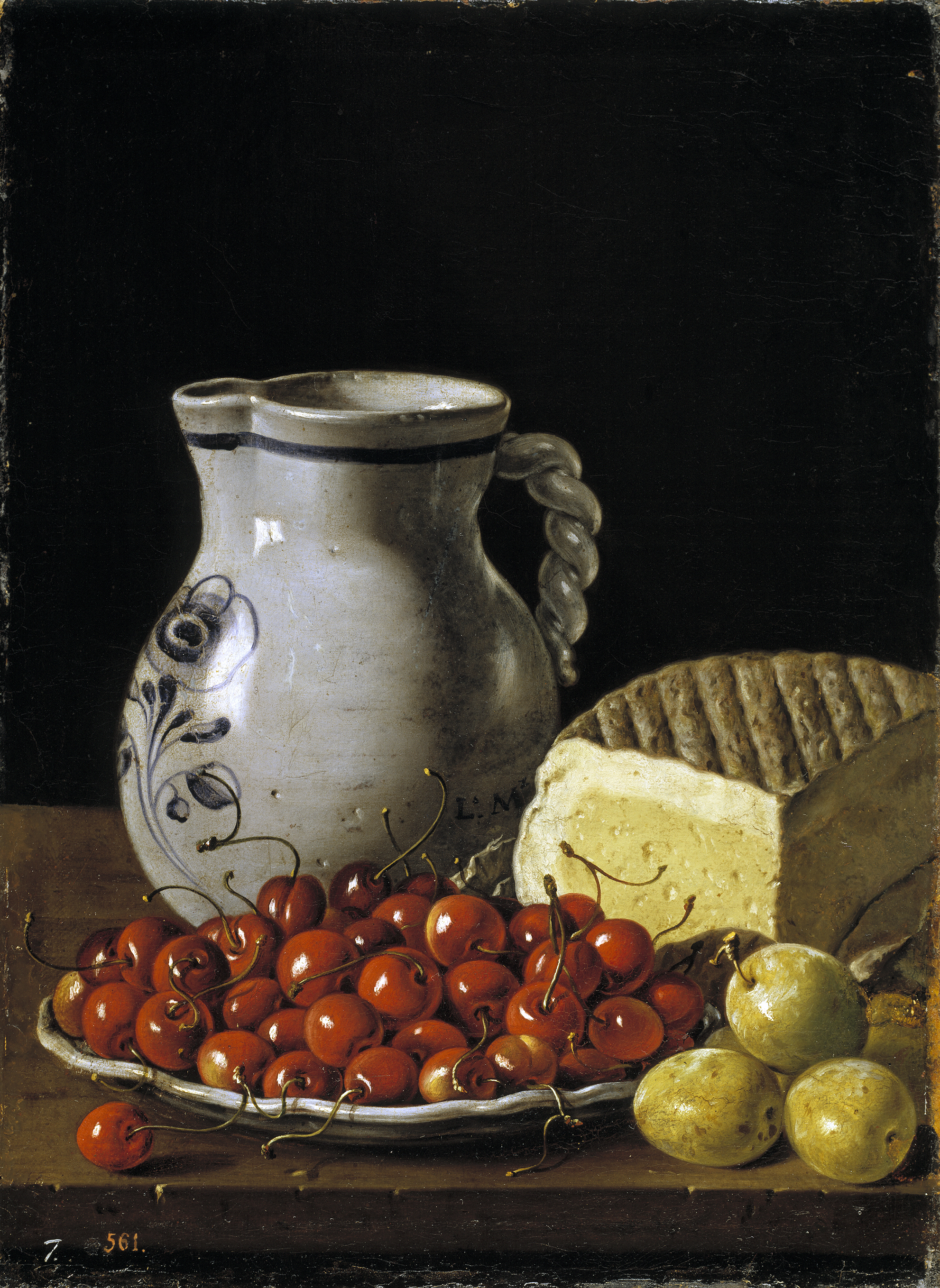
Natura morta amb cireres, prunes, formatge i gerra  (circa 1760), Luis Eugenio Meléndez al Museu del Prado. A l'esquerra ceràmica esmaltada amb la «rosa».
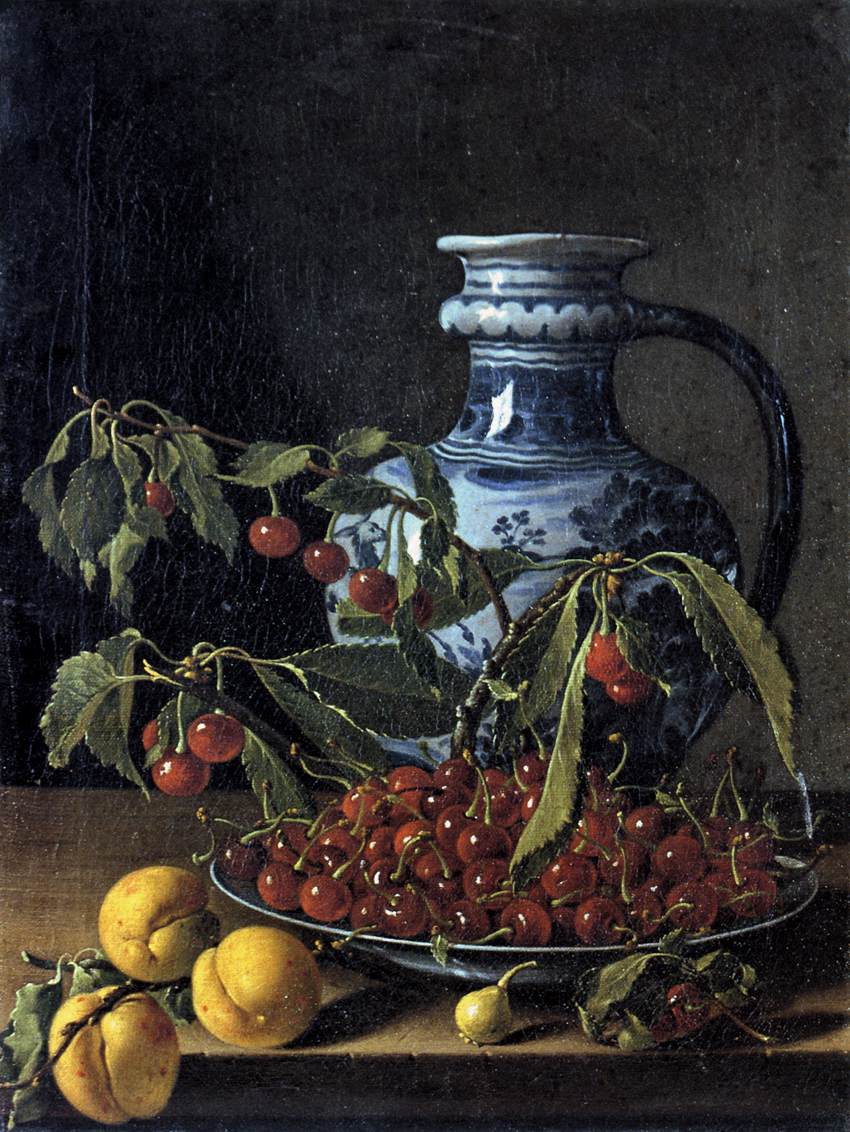
Natura morta amb cireres, albercocs i una gerra de ceràmica de Talavera de la Reina de la sèrie de «escenes blaves» (cap a 1773). Museu de Belles Arts de Bilbao, Vizcaya (España).
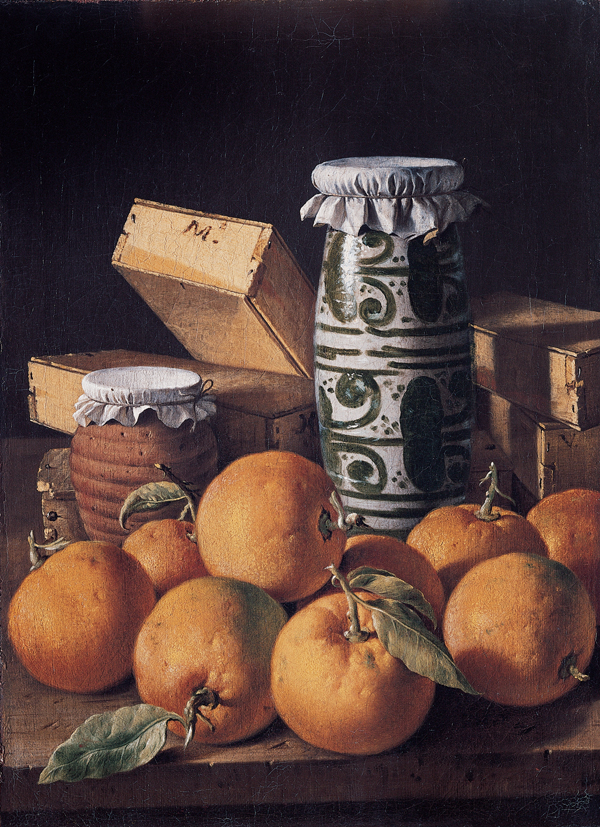
Natura morta amb taronges, gerra de mel, capses de codonyat i un pot

### Altres sèries menors
Altres autors proposen classificacions paral·leles, diferenciant petites sèries com la de «pètals orientals» d'origen oriental.
Investigadors com ara Martínez Caviró, Pleguezuelo i Sánchez Pacheco van proposar com a ceràmiques relacionades amb Talavera i El Puente del Arzobispo la sèrie, bàsicament de plats, decorada en cobalt -amb ocasionals pinzellades de groc-, que inclou en la temàtica animals petits com ara tortugues, caragols, sargantanes, etc. Es tracta de peces datades del començament del segle xvii. Una altra sèrie proposada és la de «grotescs'» original dels tallers d'Urbino -concentrada en la producció de Deruta-. La seva personal decoració italiana apareix en sotacopes, especiers, safates circulars i aiguabeneiteres.

## Cronología
| Sèries                                      | Des de | Fins |
| ------------------------------------------- | ------ | ---- |
| PALMERA (blau i blanc)                      | 1460   | 1540 |
| ROLEUS (blau i blanc)                       | 1500   | 1600 |
| ESPIRAL (blau i blanc)                      | 1500   | 1560 |
| GERROS SANTIAGO (blau i blanc)              | 1550   | 1600 |
| PUNTUADA BLAVA                              | 1500   | 1600 |
| PUNTEIG POLICROM                            | 1550   | 1610 |
| BLANQUES                                    | 1460   | 1900 |
| JASPIADES                                   | 1550   | 1600 |
| RETALLS (ferroneríes)                       | 1575   | 1590 |
| PAPALLONES (blau i blanc)                   | 1550   | 1625 |
| RATLLADA ATORONJADA                         | 1590   | 1675 |
| RATLLADA BLAVA                              | 1600   | 1625 |
| XINESES (blau i blanc)                      | 1590   | 1800 |
| HERÀLDIQUES (blau i blanc)                  | 1550   | 1850 |
| ENCAIX                                      | 1650   | 1720 |
| ESCENES POLICROMES                          | 1675   | 1900 |
| ESCENES BLAVES                              | 1675   | 1875 |
| FIGURES MODELADES                           | 1575   | 1775 |
| "alcoreña": ROSA (blau i blanc)             | 1740   | 1850 |
| "alcoreña": PUNTA (Bérain)                  | 1740   | 1790 |
| "alcoreña": RAMS BLAUS (blau i blanc)       | 1725   | 1850 |
| "alcoreña": PÈTALS ORIENTALS (blau i blanc) | 1760   | 1790 |
| "alcoreña": RAMS POLICROMS                  | 1760   | 1860 |
| SÈRIES del XIX                              | 1800   | 1900 |

-Les dates dels períodes de producció són aproximades amb valor orientatiu-

## Reflex de corrents i estils artístics
Les sèries més antigues (palmera, roleus, espirals, Santiago) reben, encara que ja al segle xvi, un clar influx de l'estètica mudèjar, que al final d'aquest segle es fonen amb els primers ressons dels renaixentistes italians. A partir de 1600, els estils de tradició musulmana i els manieristes comencen a veure's desplaçats per corrents orientals (sèries xineses) i pel barroc imperant d'origen italo-francès (sèries de puntes encaixos i escenes galants). Entrat el segle xviii, el rococó s'imposa amb les sèries de punte, mentre convulsions barroques dominen la sèrie rosa; d'altra banda, les sèries de pètals i rams deixen clara la influència dels esmalts orientals a la indústria de les arts decoratives i, finalment, del rococó francès.

### A la pintura

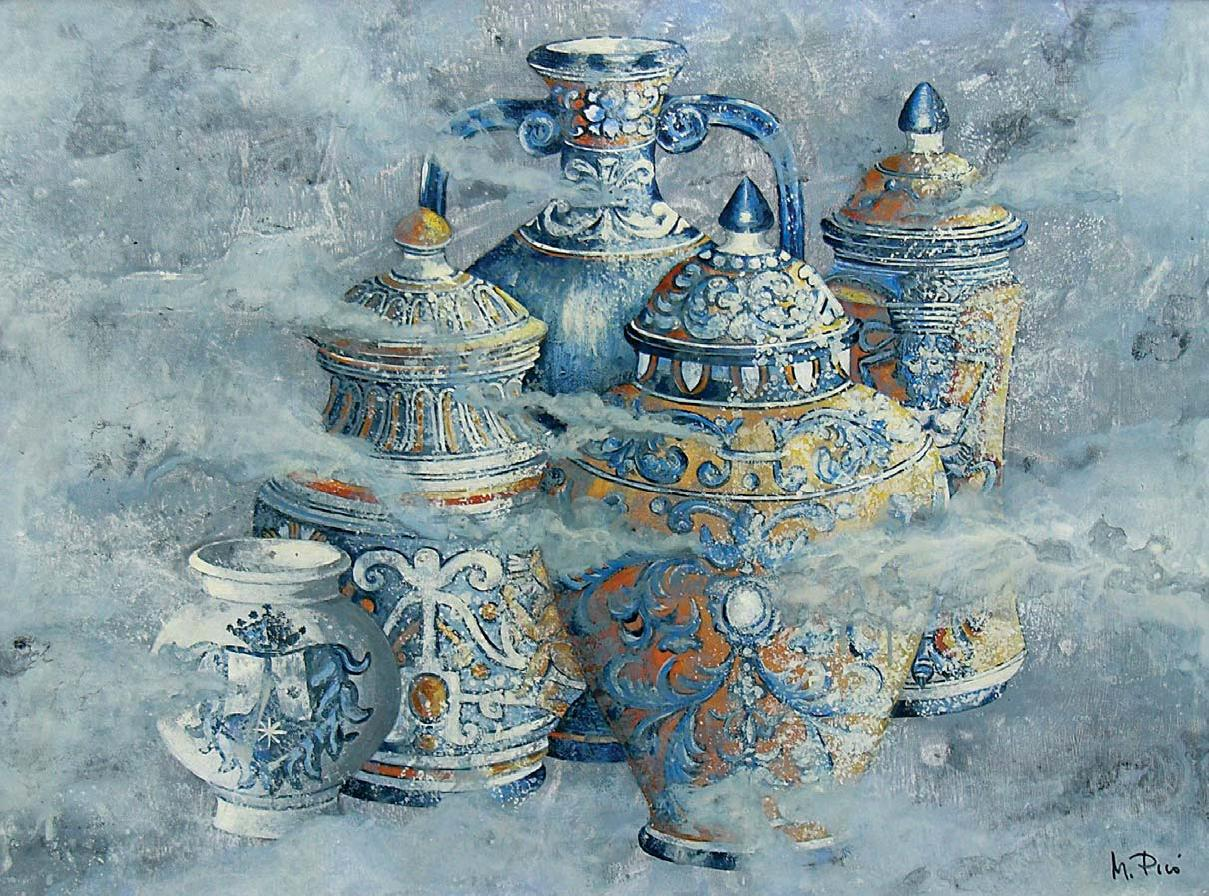
Cerámica de Talavera de Manuela Picó

Habitual a la pintura del barroc espanyol i en nombrosos exemples del gènere costumista, la terrisseria de Talavera de la Reina és quasi omnipresent a la producció dels mestres de la natura morta espanyola, podent-la també rastrejar en alguns exemples estrangers, de forma especial de les escoles flamenques del segle xviii.

## Principals investigadors
La popularitat i el volum de producció de les ceràmiques de Talavera de la Reina, han estat estudiades al llarg de tot el segle XX pels següents historiadors, etnòlegs, arqueòlegs, ceramistes i d'altres estudiosos: Alice Frothingham, Balbina Martínez Caviró, Carmen Mañueco, Natacha Seseña, Trinidad Sánchez-Pacheco, Ruiz de Luna, Diodoro Vaca, Platón Páramo, Ainaud de Lasarte, Alfonso Pleguezuelo i Anthony Ray.
Per entre els pioners en l'estudi i descripció de les ceràmiques de Talavera de la Reina, es pot citar: 
- Diego Pérez de Mesa que en la seva obra Grandezas y Cosas Notables de España (1590) dedica un capítol a la vila de Talavera.
- El monjo jerònim Andrés de Torrejón, l'escriptor del segle xvi més recorregut en els posteriors estudis que sobre la ceràmica de Talavera de la Reina es consideren.[22]

Al capítol de les excavacions arqueològiques, a més a més de les fetes a la ciutat de Toledo, han estat essencials les classificacions de restes de material ceràmic realitzades per Braña i Ceballos a Talavera de la Reina i per Lluís Maria Llubià i Munné a El Puente del Arzobispo.